# Вюртембергская земельная библиотека
Вюртембергская земельная библиотека (также Вюртембергская земельная библиотека; нем. Württembergische Landesbibliothek, WLB) — публичная академическая библиотека, расположенная в городе Штутгарт (Баден-Вюртемберг); совместно с Земельной библиотекой Бадена (BLB) в Карлсруэ образует региональную библиотеку земли Баден-Вюртемберга; несёт особую ответственность за библиотечное обслуживание административных округов Штутгарт и Тюбинген; также является архивом. После расширения Штутгартского технического университета до Штутгартского университета, в 1967 году WLB взяла на себя ответственность за поставку университету литературы по гуманитарным предметам. Фонд библиотеки насчитывает более 6 миллионов единиц хранения, что делает её крупнейшей академической библиотекой в Баден-Вюртемберге.

## История

### Основание. Первые годы
Вюртембергская земельная библиотека шесть раз меняла свой местоположение и пять раз — название. Библиотека была основана герцогом Вюртемберга Карлом Евгенем (Ойгеном) 11 февраля 1765 года, как «Герцогская публичная библиотека» (Herzogliche Öffentliche Bibliothek). Первым местом размещения книжного собрания стал дом «Beck’sche Haus» в тогдашней столице Вюртемберга, в городе Людвигсбург. Герцог оставался главным библиотекарем всю свою оставшуюся жизнь. В 1767 году библиотека переехала в здание «Графенхаус» (Grafenhaus) на улице Шлосштрассе.
В 1777 году библиотека была переведена в Штутгарт, который два года назад снова был резиденцией Вюртембергов. Коллекция разместилась в большом деревянном особняке «Herrenhaus», построенном в 1435 году на рыночной площади; была повторно открыта на новом месте 12 февраля 1777 года. Деревянная конструкция здания вызывала опасения за сохранность книг — библиотекари приняли меры предосторожности и защиты от пожара.
В тот период основу фондов составляла библиотека из Людвигсбургской резиденции, основанная герцогом Эберхардом Людвигом, а также — книги, приобретенные первым библиотекарем Йозефом Уриотом (1713—1788). Суммарно насчитывалось около 10 000 томов. Также библиотеку пополнила коллекция герцогского антиквариата и собрание медалей. Также были приобретены две большие коллекции копенгагенского проповедника Йозиаса Лорка и нюрнбергского архидиакона Георга Вольфганга Панцера, которые легли в основу современной библейской коллекции WLB. После того, как библиотека была переведена в Штутгарт, в её каталог были добавлены сразу несколько правительственных библиотек со всей страны. К концу жизни герцога Ойгена библиотека достигла размера в 100 000 томов и часть фондов пришлось перенести из особняка.

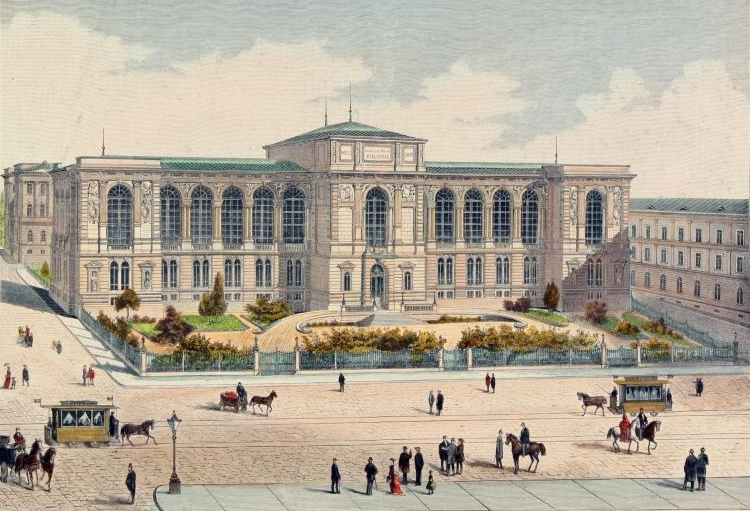
Здание «Королевской государственной библиотеки» (1886)

### С XIX века
С 1803 года собрание начало пополняться библиотеками монастырей, перешедших в подчинение Вюртембергу в ходе секуляризации в регионе, в частности — аббатства Вайнгартен. Однако большая часть монастырских фондов — в особенности, ценные рукописи — поступали не в публичную, а в королевскую библиотеку «Königliche Handbibliothek», созданную королём Вюртемберга Фридрихом в 1810 году. Позднее эти книги перешли в Государственную библиотеку. Из-за нехватки места «Королевская публичная библиотека» (Königliche Öffentliche Bibliothek) в 1820 году переехала в «Дом инвалидов» (Invalidenhaus) на улице Неккарштрассе, который был построен в 1810 году для размещения армейской части. Филиал библиотеки находится там и сегодня.
Из-за опасности возгорания библиотечная администрация неоднократно настаивала на строительстве нового каменного здания, которое в итоге было построено в период с 1878 по 1886 год под руководством архитектора Теодора фон Ландауэра (Theodor von Landauer). Скульптор Адольф фон Донндорф стал автором оформления фасада. В 1901 году библиотека была переименована в «Королевскую государственную библиотеку» (Königliche Landesbibliothek), а после падения монархии в 1921 году — в «Вюртембергскую земельную библиотеку» (Württembergische Landesbibliothek).

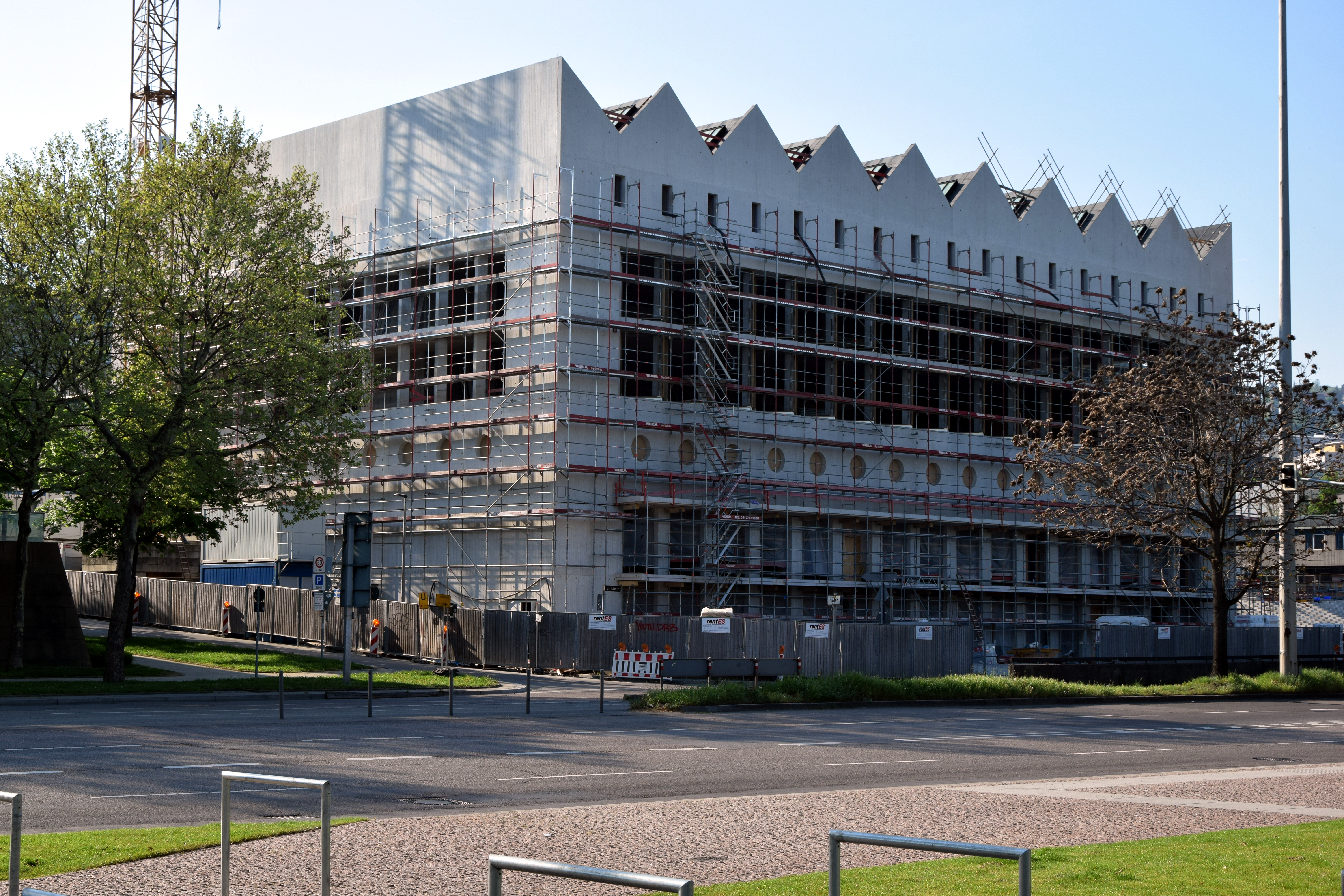
Пристройка 2020 года

Во время Второй мировой войны, в ночь с 12 на 13 сентября 1944 года, здание библиотеки почти полностью сгорело — в результате авианалета на Штутгарт. Только отдельно стоящее административное здание с каталогами удалось спасти от пожара. Было потеряно более 400 000 томов, что составляло около половины всех фондов. Здание библиотеки было снесено и частично перестроено в 1970 году: на его месте было построено современное здание библиотеки. Новое здание, возведённое по проекту профессора Хорста Линде (Horst Eduard Linde, 1912—2016), было открыто 3 августа 1970 года. К 1990 году библиотечные фонды составили около 2,5 миллионов томов. 1 января 2000 года в WLB были окончательно переданы штат и фонды Библиотеки современной истории, которая с 1972 года располагалась в одном здании с WLB. Таким образом библиотека пополнилась ещё 350 тысячами томов по новейшей истории, в частности — по военным исследованиям.
17 июня 2008 года премьер-министр Баден-Вюртемберга Гюнтер Эттингер объявил о расширении здания для библиотеки, которое должно было состояться к 250-летию библиотеки, к 2015 году. Осенью 2012 года финансовые проблемы в земле поставили под вопрос дату открытия. Строительные работы начались только весной 2015 года и 5 октября 2020 года пристройка, возведение которой обошлось в 58 миллионов евро, была открыта. Автором проекта стало штутгартское архитектурное бюро «Lederer Ragnarsdóttir Oei».